# 乌斯特河畔班
烏斯特河畔班（法語：Bains-sur-Oust，法語發音：[bɛ̃ syʁ ust]）是法国伊勒-维莱讷省的一个市镇，属于勒东区。

## 地理
乌斯特河畔班（47°42'13"N, 2°4'17"W）面积44.63 平方千米，位于法国布列塔尼大區伊勒-维莱讷省，该省份为法国西北部沿海省份，位于布列塔尼半岛东部，北濒大西洋，西接阿摩尔滨海省和莫尔比昂省，南至大西洋卢瓦尔省，西南端接曼恩-卢瓦尔省，东临马耶讷省，东北与芒什省接壤。
与乌斯特河畔班接壤的市镇（或旧市镇、城区）包括：库尔农、圣佩勒、乌斯特河畔圣樊尚、勒东、勒纳克、圣玛丽、阿夫河畔锡克斯特、拉加西伊。

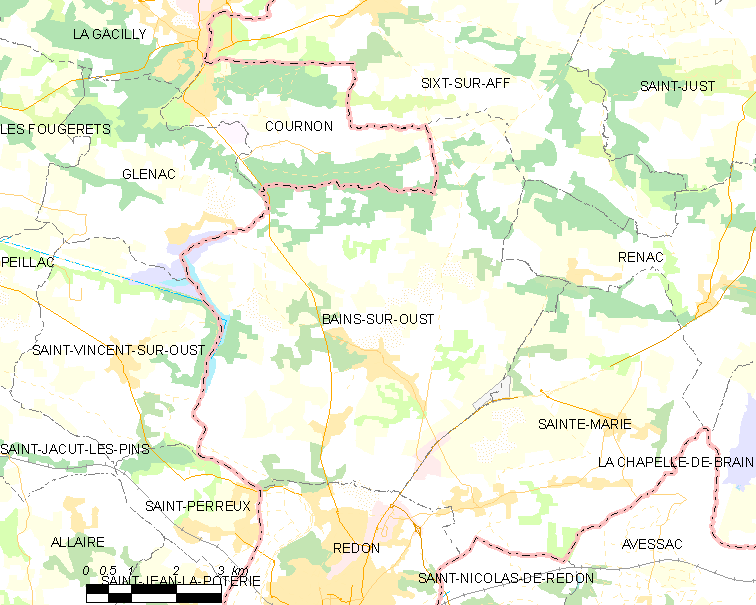
乌斯特河畔班的OSM定位图

乌斯特河畔班的时区为UTC+01:00、UTC+02:00（夏令时）。

## 行政
乌斯特河畔班的邮政编码为35600，INSEE市镇编码为35013。

## 政治
乌斯特河畔班所属的省级选区为勒东县。

## 人口

1962-2008年间乌斯特河畔班人口变化图示

乌斯特河畔班于2022年1月1日时的人口数量为3521人。